# Фонтейнедал
Фонтейнедал (на африкаанс: Fonteinedal; на английски: Fountains Valley) е курорт на южния вход на Претория, ЮАР.
Той е обявен за природен резерват от президента на Южноафриканската република Паул Крюгер на 1 февруари 1895 г., което прави резервата с площ 60 ha и съседния резерват Грьонклооф най-старият резерват на Африканския континент.
Река Апис тече през курорта и в района има два водни извора. Курортът има парк за каравани, басейн и игрище.
Руините на къщата на Лукас Бронкхорст (1795 – 1875) са разположени в близост до курорта. Семейство Бронкхорст е част от отряда на Хендрик Потгитер по време на Големия трек и са първите собственици на ферми в района, където по-късно е основана Претория.